# 徐淑希
徐 淑希（じょ しゅくき）は、中華民国の法学者・外交官。

## 事跡
香港大学を卒業して文学士の学位を取得後、アメリカに留学し、コロンビア大学で文学修士号を取得した。帰国後は香港大学に戻り、国際法の講師を務めている。1920年（民国9年、上海基督教青年会秘書となった。1924年（民国13年）からは私立燕京大学助教授に任命され、翌年、コロンビア大学博士号を取得している。1928年（民国17年）、燕京大学政治系主任兼教授となり、以後、教務委員会主席、研究院委員会主席、社会科学院院長、法学院院長を歴任した。
1931年（民国20年）に満州事変（九・一八事変）が勃発すると、徐淑希は国民政府に招聘され、東北外交研究委員会委員に任ぜられる。まもなく国際連盟調査団中国代表処専門委員に任ぜられ、さらに国際連盟中国代表団専門委員・法科研究所所長にも起用された。日本軍の南京攻略戦時に設置された南京安全区国際委員会の記録集Documents of the Nanking Safety Zone（南京安全区攩案）を1939年に編集した。日中戦争最中の1940年（民国29年）に国際連盟理事会中国副代表に任ぜられる。1942年（民国31年）6月、外交部西亜司司長代理となった。
戦後は国際連合関連の職務を務めた。国共内戦で中国国民党が台湾へ逃れた後の1956年、駐ペルー兼駐ボリビア大使に着任した。その後も、中華民国を代表して国際連合代表団全権代表を何度か務めている。1962年、駐カナダ大使に任命された。
1982年、死去。享年91。